# Kyrksundet, Föglö
Kyrksundet är ett sund i Föglö kommun på Åland som utgör det skiljande vattnet mellan Degerö och Västersocken. Sundet är en populär motorbåtsfarled.
Över sundet finns en vägförbindelse. Den går via holmen Gollan. Söder om Gollan finns en vägbank och norr om Gollan en bro, Gollansbron, över den del av Kyrksundet som kallas Gollansströmmen. 
Omgivande byar är på norra sidan om sundet Degerby och Stentorpa på Degerö samt på södra sidan Flisö, Hummersö, Björsboda och Prästgården i Västersocken.
Kyrksundet har sitt namn av att Föglö kyrka ligger invid sundet på den södra sidan.

### Webbkällor
- ”Kartplatsen”. Kyrksundet och Gollansströmmen. Lantmäteriverket (Finland). https://asiointi.maanmittauslaitos.fi/karttapaikka/?lang=sv&n=6671756.970&e=133095.243&zoom=10. Läst 18 oktober 2024.